# 岩井信能
岩井信能（日语：岩井 信能/いわい のぶよし，1553年—1620年），战国时代到江户时代前期武将。上杉氏家臣。上杉二十五将之一。会津三奉行之一。自称清和源氏满快流信浓泉氏末裔。

## 生平
永禄6年（1563年）父亲岩井满长在与武田信玄的斗争中失败，投靠上杉谦信。新能作为小姓出仕谦信。谦信见到年幼的信能时曾评价其将来会成为兼具智勇的将器（武勇、知略共に優れた将器なり。）
天正6年（1578年）谦信去世后发生的御馆之乱中与叔父・岩井成能等对立，支持谦信养子景胜，最终景胜取得了胜利。随后当毛利秀广因为对合战的论功行赏不满而斩杀直江信纲和山崎秀仙时，偶然在现场的信能也当场讨取了秀广。
天正10年（1582年）织田信长在本能寺自尽，织田军也从信浓国饭山城撤退。信能被景胜任命为饭山城守备，致力于修复城池，整备城下町，为存续至今的饭山市的发展奠定了基础。天正12年（1584年）参与讨伐反景胜派新发田重家，立下多次功勋。天正17年（1589年）曾出兵救援同为信浓国领主之一的小笠原秀政。在军事领域之外也有优秀的行政手腕，因此在上杉氏臣服丰臣氏，不在领国之时被任命代理政务。
文禄元年（1592年）文禄之役中被任命为领国的留守。根据泉泽久秀的「文禄三年定納員数目録」信能的知行高为2983石，列上杉家臣团的第十五位。
庆长3年（1598年）、上杉氏被转封陆奥国会津120万石时，信能也随之离开了饭山，随后被任命为防范伊达氏的要冲陆奥宫代城城主，同时与安田能元、大石纲元并称会津三奉行。此时信能的知行高（含其家臣）约为8400石，依然列家臣团的第十五位。
庆长5年（1600年）会津征伐时与本庄繁长一同负责守备陆奥福岛城。随后在松川之战中与繁长、须田长义一道击退了进犯福岛城的伊达政宗大军。然而与信能等人的活跃相对的是，关原之战中石田三成率领的西军最终战败。
庆长6年（1601年）、上杉氏被减封到出羽国米泽30万石，信能也随之离开了宫代城。庆长7年（1602年）在直江兼续的住持下，与大国实赖、安田能元、前田利益等一同参加了在龟冈文殊堂举办的歌会。会上的和歌和汉诗被编辑为「直江兼続等詩歌百首帖」供奉给了神佛。
庆长19年（1614年）、大坂冬之阵中出阵。元和6年（1620年）10月14日去世。家督由三男相高继承。
信能被认为不仅武勇过人，还具有优秀的内政才能，同时也是精于和歌和茶道的文化人。